# 上浦郡

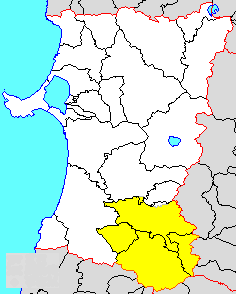
出羽国上浦郡の範囲

上浦郡（かみうらぐん）はかつて出羽国に存在した郡。

## 概要
現代で言えば、秋田県仙北地方（広義の）南部にある雄勝郡や平鹿郡、横手市の周辺が該当する。これに対し、仙北地方北部の角館・長野・生保内周辺の戸沢氏領を北浦郡、六郷・金沢周辺および本堂氏領を中郡と呼んだ。
戦国時代には小野寺氏の支配する領域であったが、豊臣政権期には、戸沢氏が北方から侵攻して激戦となった。惣無事令後に上浦南部の三分の一が最上領となって以降は、小野寺・最上両大名間で本格的な戦闘が行われ、平鹿郡の半分以上が最上軍によって攻略された。江戸時代に入ると、最上氏と佐竹氏の間で領土交換が行われて、上浦郡一帯は佐竹家久保田藩領となった。